# أمريسورس برجين
سينكورا (سابقا: أمريسورس برجين) هي شركة أمريكية لبيع الأدوية بالجملة تم تشكيلها بواسطة دمج شركة برجين برونوجز وأمريسورس في عام 2001. توفر وتوزع المخدرات والخدمات ذات الصلة وتهدف إلى خفض التكاليف وتحسين نتائج المرضى وتوزيع خط من اسم العلامة التجارية والعامة والمستحضرات الصيدلانية ، على وصفة طبية (OTC) منتجات الرعاية الصحية وإمدادات الرعاية الصحية المنزلية والمعدات اللازمة لمجموعة واسعة من الصحة مقدمو الرعاية المتواجدين في جميع أنحاء الولايات المتحدة ، بما في ذلك مستشفيات الرعاية الحادة والنظم الصحية ، والصيدليات المستقلة والمتسلسلة ، ومرافق طلب البريد، والأطباء ، والعيادات، وغيرها من مرافق المواقع البديلة، بالإضافة إلى مراكز التمريض والتمريض المعيشية الماهرة. كما أنها توفر الخدمات الصيدلانية والصيدلانية للرعاية طويلة الأجل، وتعويضات العمال ومرضى الأدوية المتخصصين.
أمريسورس برجين هي شركة رائدة في السوق في مجال توزيع الأدوية حيث تتعامل مع حوالي 20 ٪ من جميع الأدوية التي يتم بيعها وتوزيعها في جميع أنحاء البلاد واحتلت المرتبة الثانية عشرة في قائمة فورتشين 500 لعام 2018 حيث حققت إيرادات سنوية تصل إلى 153 مليار دولار. من حيث الإيرادات (79.49 مليار دولار في عام 2012) تعد الشركة الأكبر في بنسلفانيا .

## روابط خارجية
- الموقع الرسمي